# Johann von Hernen

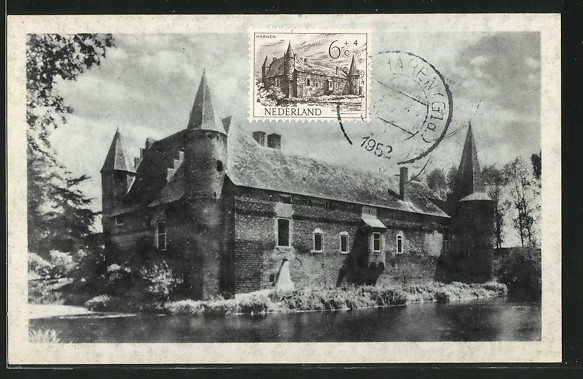
Burg Hernen in Hernen bei Arnheim, Holland

Johann von Hernen war von 1330 bis 1343 Abt des Klosters Werden.
Der Name Hernen geht zurück auf das Dorf Hernen (heute Heeren) in der Stadt Kamen in Westfalen. Das hier 1173 urkundlich erwähnte Adelsgeschlecht mit gleichem Namen stand in den Diensten des Erzbischofs von Köln. Die Schreibweise dieses Ortsnamens wird in den Urkunden dieser Zeit unterschiedlich gebraucht oder in neuerer Zeit fehlerhaft übersetzt. Es heißt auch Herro, Herlen, Horne, Hormen und Hirnen. Eine Verwechselung mit der Stadt Herne im Ruhrgebiet ist nicht möglich, weil es hier nachweislich kein Adelsgeschlecht mit diesem Namen gab.
1214 wird zum ersten Mal in einer Urkunde auf die Anwesenheit von Angehörigen der Familie von Hernen in der damaligen Grafschaft Geldern hingewiesen. Nach ihnen wird eine Burg benannt: das heutige Kastell Hernen in dem Dorf Hernen bei Arnheim im holländischen Geldern. Anfang des 13. Jahrhunderts verstärkten die geldrischen Landesherrn ihre Bemühungen zum Ausbau ihres Territoriums. Im Zuge dieser Entwicklung kamen auch Angehörige der Ministerialen-Familie von Hernen, die im Dienst des Erzbischofs von Köln standen, nach Geldern. Ein Familienzweig brachte sich vermutlich durch Einheirat in den edelfreien Stand. Es war damals durchaus üblich, dass Ministeriale Edelfrauen heirateten. Nach der Regel partus sequitur ventrem bekamen die Kinder aus diesen Ehen den höheren Stand der Mutter.
Die Erbtochter auf der Burg Hernen heiratete um 1300 in die Familie von Wisch ein. Johann von Hernen war vermutlich ihr Bruder, der bereits 1310 als Mönch der Abtei Werden urkundlich erwähnt wird und somit aus der Erbfolge ausgeschieden war. Unmittelbar nach dem Tod des Abtes Heinrich führten Prior, Probst, Kellner und der Mönch Johann von Hernen via compromissi die Wahl Wilhelms von Hardenberg zum Abt des Klosters Werden durch und ließen sich diese Wahl am 13. November 1310 durch Heinrich II., Erzbischof von Köln, bestätigen. Johann von Hernen wird 1312 urkundlich als Probst und 1330 als Abt des Klosters erwähnt. Während Kisky den Namen in der Urkunde von 1310 mit Herne übersetzt und im Ortsregister Bezirk Arnsberg hinzufügt, vertritt Stüwer die Auffassung, dass in der Urkunde der Name Herle genannt wird. Ein Ort oder eine Familie von Herle erscheint aber anderweitig nicht. In der Folgezeit wurde für den Probst und späteren Abt, der von 1330 bis 1343 regierte, der Name Hernen überliefert. Die Zugehörigkeit zum freiherrlichen Kreis war zur Zeit der Wahl des Abtes Johann noch Voraussetzung für die Wählbarkeit. Es gibt keine Hinweise auf eine andere edelfreie Familie von Hernen, so dass der Abt Johann von Hernen dem edelfreien Familienzweig von Hernen in Geldern zuzuordnen ist.